# Sergei Leonidowitsch Sokolow

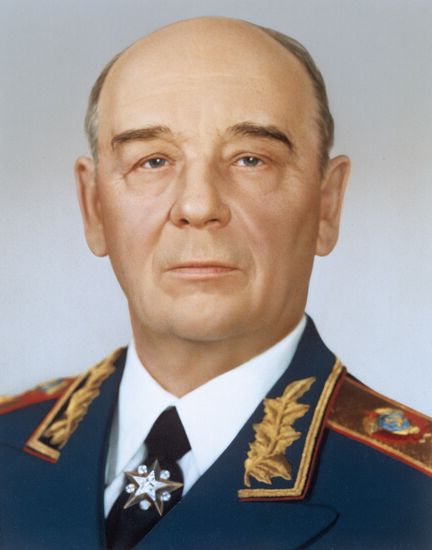
Sergei Sokolow (1984)

Sergei Leonidowitsch Sokolow (russisch Сергей Леонидович Соколов; * 18. Junijul. / 1. Juli 1911greg. in Jewpatorija auf der Krim; † 31. August 2012 in Moskau) war ein Marschall der Sowjetunion. Er war von 1968 bis 1989 Mitglied des Zentralkomitees der KPdSU und von 1984 bis 1987 sowjetischer Verteidigungsminister.

## Leben
Sergei Sokolow besuchte neun Jahre lang die Volksschule und arbeitete ab 1927 als Geschirrverpacker in einem Lager des Bezirkssowjets. Von 1930 bis 1932 war er Mitglied des Komsomol, der Jugendorganisation der KPdSU, und trat 1932 in die Rote Armee ein. Er machte Karriere und bewährte sich im Deutsch-Sowjetischen Krieg an verschiedenen Fronten. 1947 wurde er nach dem Besuch einer Militärakademie Kommandeur eines Panzerregiments.
Nach weiteren Beförderungen (u. a. 1953 zum Generalmajor und 1959 zum Generalleutnant) war er von 1960 bis 1964 erster stellvertretender Befehlshaber des Moskauer Militärbezirks und ab 1965, inzwischen im Rang eines Generalobersten, Befehlshaber des Leningrader Militärbezirks.
Im Jahre 1967 wurde er zum Armeegeneral ernannt und stieg auf zum stellvertretenden Verteidigungsminister. Schließlich wurde er 1978 Marschall der Sowjetunion. In dieser Funktion übernahm er wichtige Aufgaben im Sowjetisch-Afghanischen Krieg ab 1979. Er führte am 26. Dezember 1979 die 40. Armee beim Einmarsch in Afghanistan an. Seine Aktionen und Strategien während des Krieges machten ihn zu einem der angesehensten Marschälle der Sowjetunion. Dafür wurde ihm 1980 der Titel Held der Sowjetunion verliehen.
Infolge seiner Verdienste wurde er 1984 nach dem Tod von Dmitri Ustinow nach Moskau zurückbeordert, um unter Konstantin Tschernenko zum Verteidigungsminister der Sowjetunion ernannt zu werden. Dieses Amt behielt er inne bis zum Mai 1987, als er nach dem Moskau-Flug von Mathias Rust entlassen wurde. Dabei spielte nicht nur der 700 km lange, unbehelligte Flug von Rust über sowjetisches Territorium eine Rolle, für den er als Verteidigungsminister letztlich die Verantwortung trug. Für Michail Gorbatschow ergab sich auch die Möglichkeit, sich derjenigen alten Kräfte in der Armee zu entledigen, die seinen Reformen kritisch gegenüberstanden.
Im September 1992 war Sokolow noch einmal für kurze Zeit Berater des russischen Verteidigungsministers. Im Juli 2001 wurde er anlässlich seines 90. Geburtstages von der inzwischen zur Ukraine gehörenden Autonomen Republik Krim zum Ehrenbürger ernannt.

„Gewürdigt wird damit sein Mut, die Hingabe und das Heldentum im Kampf gegen den Faschismus während des Großen Vaterländischen Krieges, eine tadellose Wehrpflicht in Friedenszeiten sowie sein großer persönlicher Beitrag zur patriotischen und moralischen Erziehung der Jugend.“

Sokolow starb am 31. August 2012 im Alter von 101 Jahren in Moskau, zwei Tage nach dem Tod seiner Frau.

## Auszeichnungen (Auswahl)
- Held der Sowjetunion (1980)
- Verdienstorden für das Vaterland (II. Klasse: 2001, III. Klasse: 1996, IV. Klasse: 2009)
- Leninorden (3 × verliehen: 1971, 1980, 1986)
- Rotbannerorden (2 × verliehen: 1953, 1968)
- Suworoworden 1. Klasse (1982)
- Alexander-Newski-Orden (2011)
- Orden des Vaterländischen Krieges 1. Klasse (1985)
- Orden des Roten Sterns (2 × verliehen: 1943, 1947)
- Orden „Für den Dienst am Vaterland in den Streitkräften der UdSSR“ III. Klasse (1975)
- Orden der Ehre (2006)